# بنهران
بنهران یک منطقهٔ مسکونی در لبنان است که در شهرستان کوره واقع شده‌است.